# Vain Glory Opera
Vain Glory Opera – drugi album grupy Edguy. Został wydany 18 stycznia 1998 przez AFM Records. Pojawili się na nim jako goście dwaj znani muzycy: Hansi Kürsch i Timo Tolkki.

## Lista utworów
1. Overture – 1:31
2. Until We Rise Again – 4:28
3. How Many Miles – 5:39
4. Scarlet Rose – 5:10
5. Out of Control – 5:04
6. Vain Glory Opera – 6:08
7. Fairytale – 5:11
8. Walk on Fighting – 4:46
9. Tomorrow – 3:53
10. No More Foolin' – 4:55
11. Hymn (Ultravox Cover) – 4:53
12. But Here I Am (bonus na japońskim wydaniu albumu) – 4:34

## Twórcy

### Zespół
- Jens Ludwig – gitara
- Tobias Sammet – śpiew, instrumenty klawiszowe, gitara basowa
- Dirk Sauer – gitara

### Muzycy dodatkowi
- Frank Lindenhall – perkusja (sesyjnie)
- Timo Tolkki – gitara w Vain Glory Opera
- Hansi Kursch – śpiew w Out of Control i Vain Glory Opera
- Ralf Zdiarstek, Andy Allendorfer i Norman Meiritz – wokal wspierający